# La duquesa de Alba de blanco
El Retrato de la duquesa de Alba de blanco es un óleo sobre tela realizado en 1795 por Francisco de Goya. Forma parte de la colección de los Alba, situada en el Palacio de Liria, en Madrid. La dama representada es la famosa duquesa de Alba, de cabellos negros, altiva, imperiosa, luciendo un sencillo vestido blanco y señalando algo a su derecha sobre la arena.

## Historia

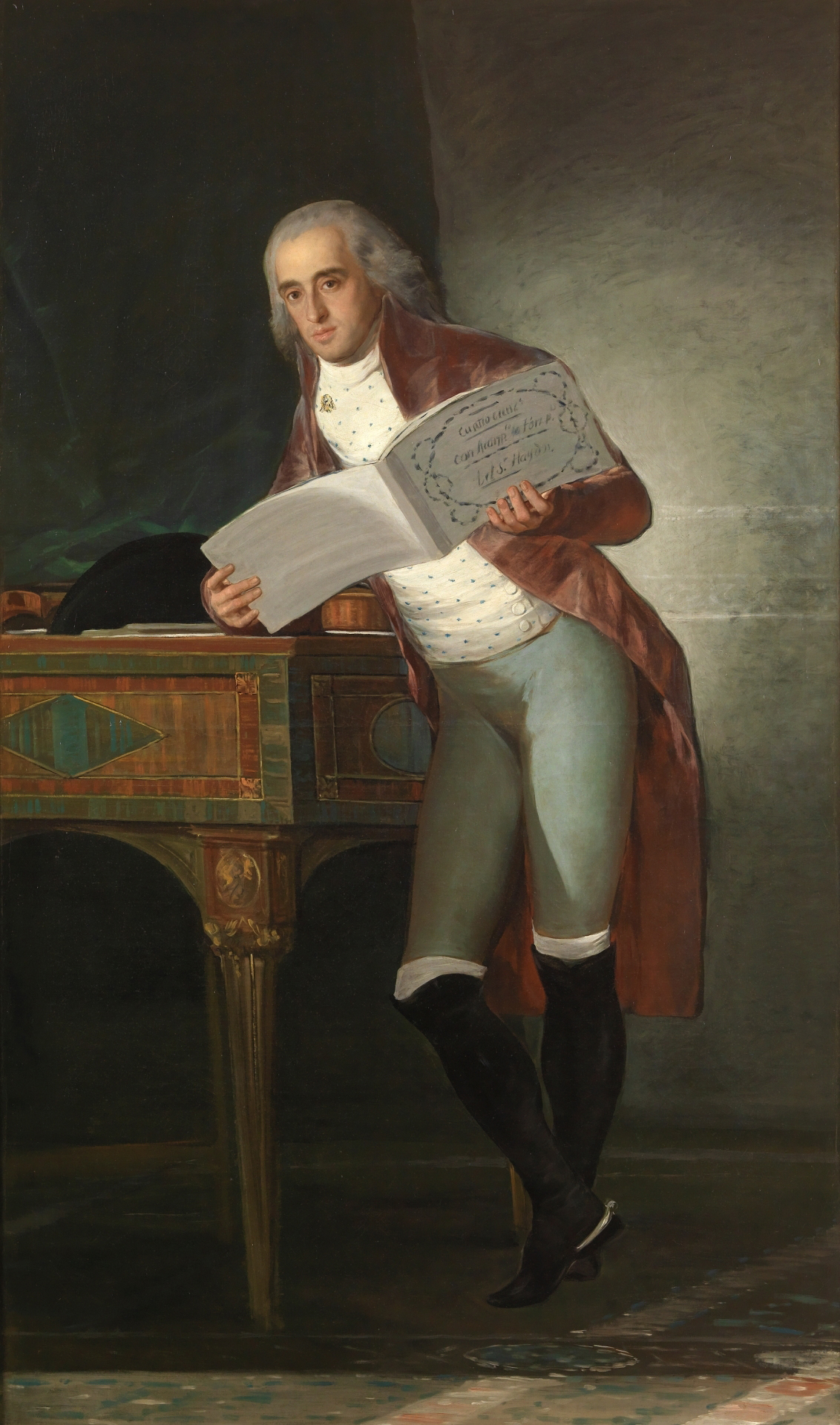
Francisco Goya, El duque de Alba, 1795, óleo sobre tela, Madrid, Museo del Prado. Muy aficionado a la música, se carteaba con Haydn, aparece de pie apoyándose en un clavecín y estudiando una partitura musical.

Se cuenta que un día la duquesa visitó a Goya en su taller y le pidió que le maquillara el rostro. Quería ir de "pastora negra salvaje" para un baile de máscaras. Posteriormente, Goya confió a un amigo que esto fue un placer más grande que pintar en lienzo. El episodio es seguramente emblemático del carácter del personaje.
La duquesa, Doña María del Pilar Teresa Cayetana de Silva Álvarez de Toledo, XIII duquesa de Alba, en la jerarquía nobiliaria española de la época quedaba solo por debajo de la reina, mientras que los orígenes humildes de Goya - aunque era entonces rico y célebre – lo ubicaban en el escalafón más bajo. La actitud de la duquesa era insólita; fue una provocación de parte de una mujer conocida a la vez por su encanto pero también por sus caprichos y egocentrismo. De ella se decía que 

cuando pasa todos corren a la ventana

 y la reina, con quien rivalizaba en la villa y corte, maliciosamente, decía que estaba 

todavía espléndida como en el sol de su juventud.

.
El episodio del maquillaje sucedió probablemente en 1795. Goya, que era entonces un célebre retratista, miembro de la Real Academia de Bellas Artes de San Fernando había conocido poco antes a Don José Alvarez de Toledo, marqués de Villafranca y que le encargó un retrato de él y otro de su esposa. María Teresa de Silva tenía treinta y tres años, había sido casada a los trece años, y no había tenido hijos. 
Dos años más tarde, a la muerte del duque, Goya pasó el verano con ella en Sanlúcar, y pintó La duquesa de Alba de negro, con una pose muy parecida a este retrato, además de varios elementos que atestiguan la evolución de su relación.

## Descripción
Goya retrata por primera vez a la duquesa inmóvil sobre un fondo de paisaje sobrio bajo un cielo plomizo. Peinada a la Caramba, la espesa melena suelta de cabello negro y rizado solo se adorna con un gran lazo rojo, a juego con otro lazo prendido en el pecho, una amplia faja de seda roja ciñendo el talle y un elegante collar de cuentas de coral rojo. Destacan sobre el sencillo vestido a lunares blanco de gasa. La sencillez compositiva y colorido limitado contrastan con la rigidez de la postura y el gesto imperioso de la mano, señalando hacia la arena, donde se lee: "A la duquesa de Alba. De Goya 1795".
Delante de ella, mirando al espectador, perfectamente complementado un bichón blanco con un lacito rojo atado en una pata. Más que la fidelidad de la dama, probablemente representa la lealtad del propio pintor a la mujer que le fascinaba.